# Xã Sheldon, Quận Eddy, Bắc Dakota
Xã Sheldon (tiếng Anh: Sheldon Township) là một xã thuộc quận Eddy, tiểu bang Bắc Dakota, Hoa Kỳ. Năm 2010, dân số của xã này là 22 người.